# Vandalisme

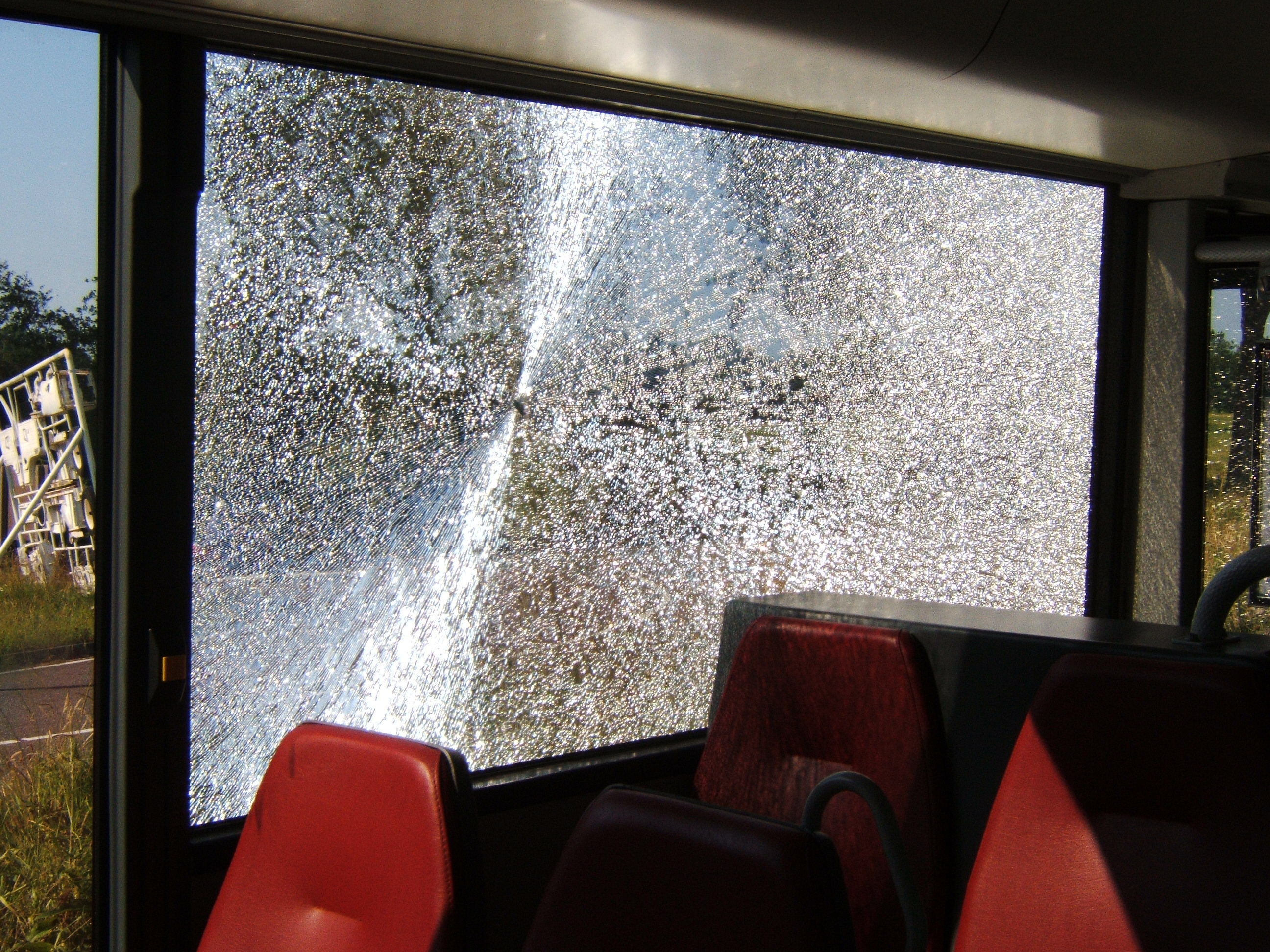
Door vandalen beschadigde busruit.

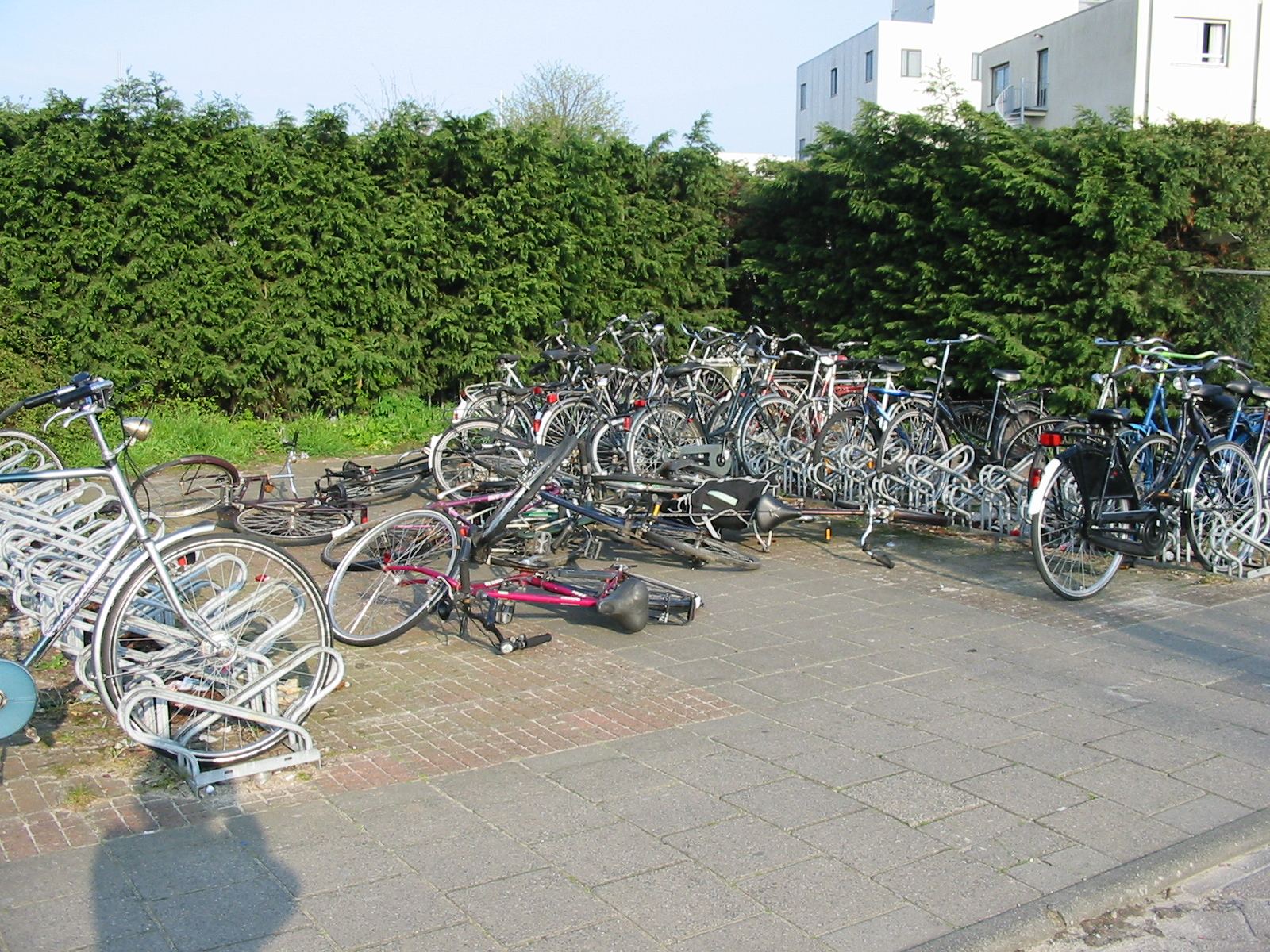
Vandalisme in de openluchtfietsenstalling bij station Alphen a/d Rijn.

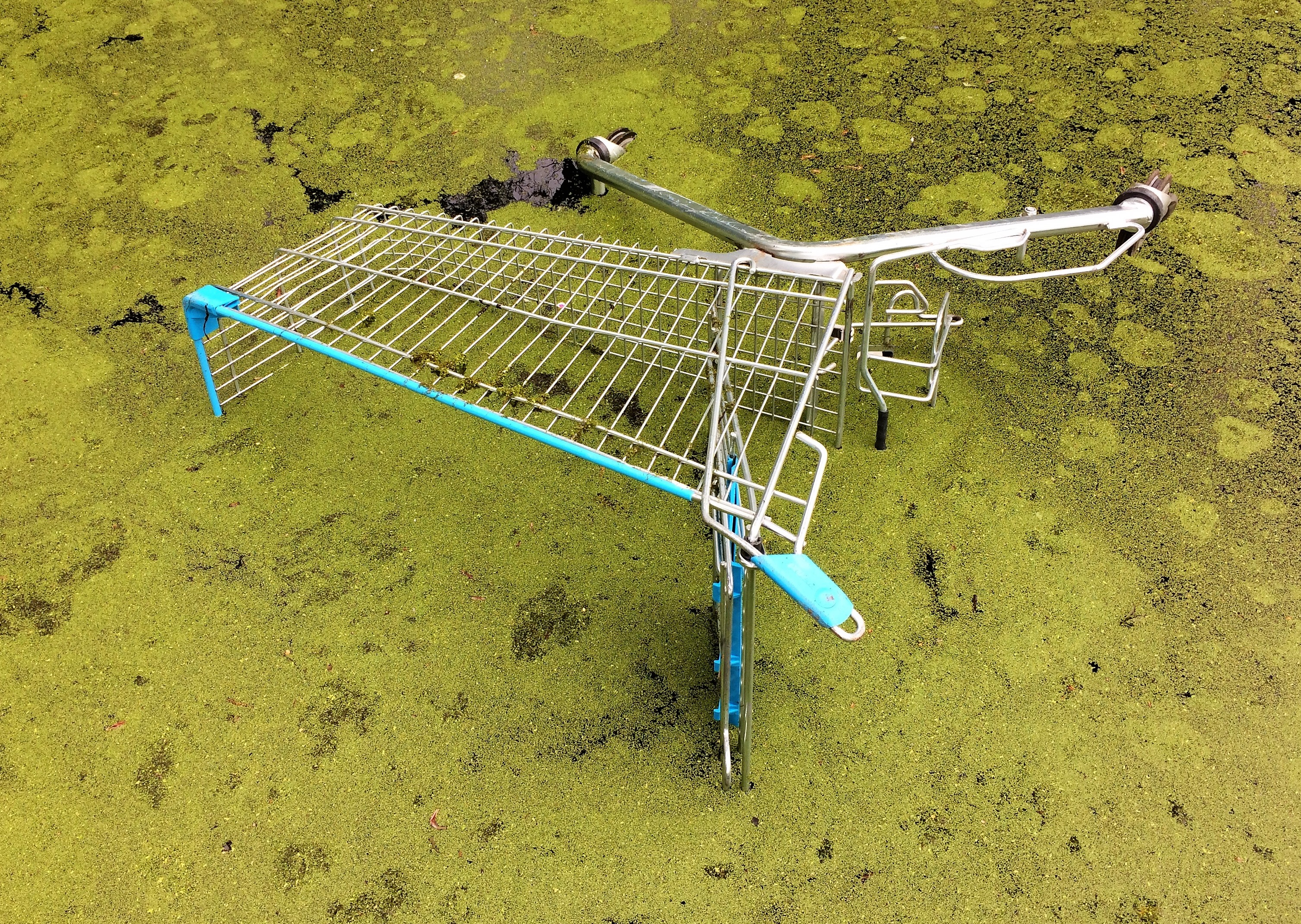
Winkelwagentje van winkelcentrum Leidsenhage, in een sloot gegooid in Leidschendam.

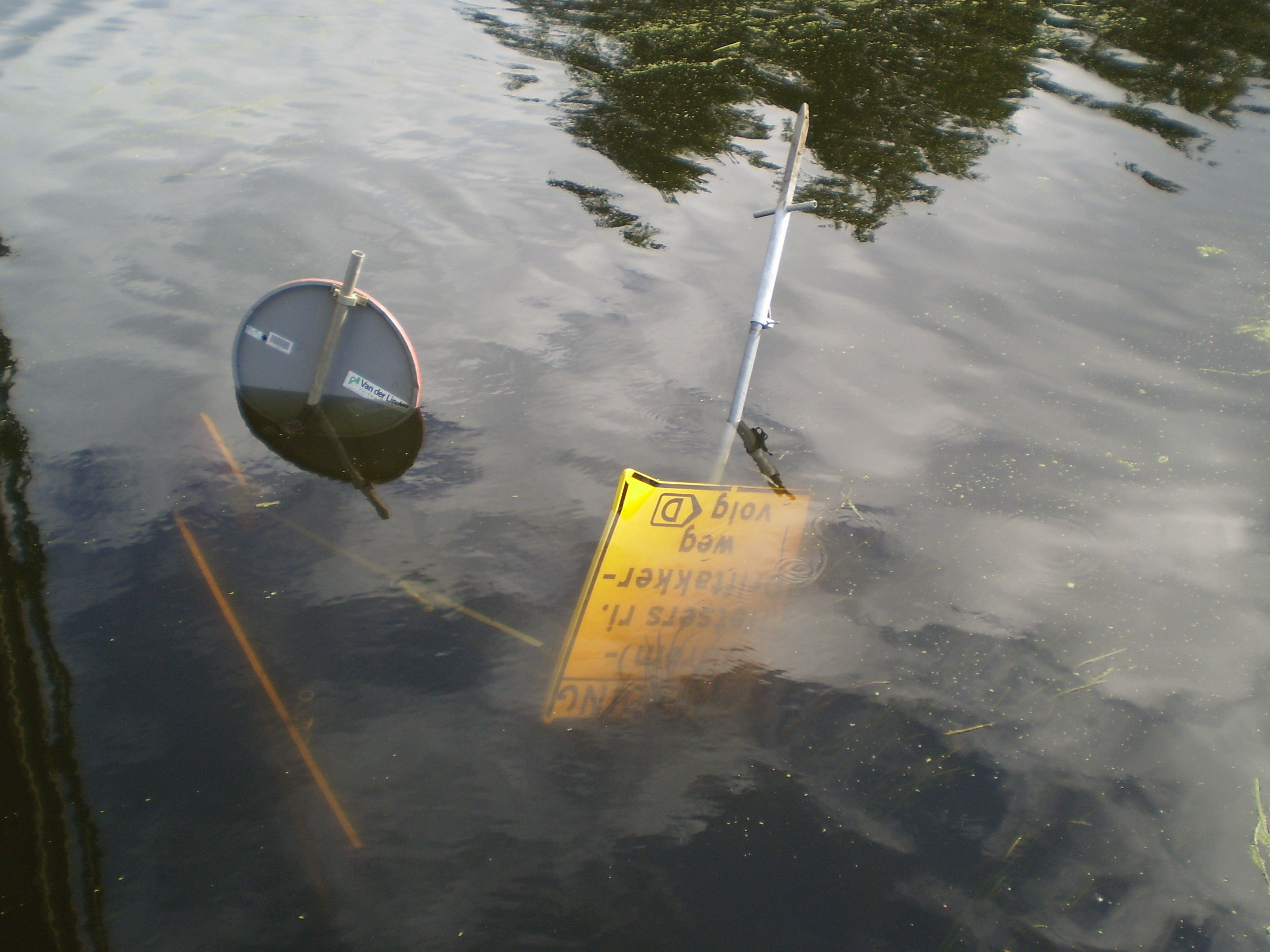
Door vandalen in het Valleikanaal gegooid verkeersbord, nabij Leusden.

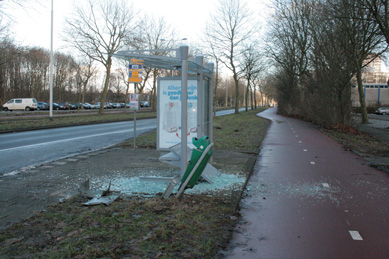
Vernieling van een bushalte in Rotterdam.

Vandalisme is het moedwillig beschadigen of vernietigen van objecten die iemand anders toebehoren of openbaar bezit zijn. Het verschijnsel is genoemd naar het volk van de Vandalen, dat onder andere Rome meermalen aanviel en daar verwoestingen aanrichtte. Tijdens de Franse Revolutie was abbé Grégoire de eerste die het woord vandalisme gebruikte voor onnodige vernielingen in de kerk.
Over het algemeen gaat het om beschadigingen en vernielingen als het omgooien van vuilnisbakken, het bekladden van muren (graffiti), het in brand steken van afval en papier en het bekrassen van auto's, maar ook om vernielingen aan voertuigen en gebouwen. Het betreft vaak kinderachtig of puberaal gedrag uit verveling en kan wijzen op gebrek aan intelligentie, fantasie, fatsoen of inlevingsvermogen, hoewel dit laatste geenszins noodzakelijkerwijs het geval is. Er kan bijvoorbeeld ook sprake zijn van een innerlijke onvrede bij de overtreder of zelfs ernstigere psychische problemen. Soms wordt vandalisme gepleegd uit wraak, of uit protest tegen bepaalde personen of instanties. Dit kan bijvoorbeeld het bekladden van muren met bepaalde slogans zijn, of het ingooien van ruiten. Vandalisme kost de maatschappij ieder jaar veel geld en is in het Nederlandse strafrecht onder meer strafbaar gesteld als 'vernieling' (art. 350 WvSr). Aangezien het een misdrijf betreft, kan de dader er een strafblad door oplopen.
Vandalisme is gedeeltelijk instinctief, een vandaal probeert te laten zien dat hij dominanter is dan anderen. Het verschijnsel wordt onder meer bestudeerd door juristen, sociologen, psychologen en psychiaters.

## Etymologie
De term dook vanaf 1793 op in het revolutionaire Frankrijk. Het vernietigen van kunst waarmee de Revolutie gepaard ging, werd vergeleken met de plundering van Rome in 455 door de Vandalen. Henri Grégoire klaagde dit in 1794 aan voor de Nationale Conventie en leverde een drietal rapporten af over het fenomeen. Het Franse neologisme verspreidde zich daarna snel over Europa.

## Soorten vandalisme
Hoewel er verschillende soorten vandalisme bestaan is een onderverdeling niet duidelijk te maken. Het onderscheid wordt immers meestal gemaakt naar de motieven van de dader(s), maar de drijfveer van de dader kan uit meerdere motieven voortkomen. Iemand kan bijvoorbeeld de auto van een leraar vernielen uit wraak voor zittenblijven (wraakvandalisme), terwijl hij indruk op zijn toekijkende vrienden wil maken (prestigevandalisme) en bovendien zich verveelt op zijn vrije zondag (vervelingsvandalisme). In veel gevallen speelt ook drank- en drugsgebruik mee omdat dit de remmingen verlaagt.
Toch kan het van belang zijn om te weten wat de motiveringen voor het vandalisme zijn, omdat men dit dan gerichter kan aanpakken. Wanneer verveling de drijfveer is kan men ter preventie jeugdactiviteiten organiseren en naast de straf de dader leren dat er betere manieren zijn om tijd te doden. Wanneer het wraakvandalisme betreft, dient de aanpak naast de straf er meer op gericht te zijn de dader te leren dat voor eigen rechter spelen niet acceptabel is. Bij erosievandalisme is het opknappen van het object of de buurt een veel beter preventiemiddel dan het aanpakken van individuele gevallen. Voetbalvandalisme en groepsvandalisme in het algemeen kan men aanpakken door de groep als geheel en ieder lid individueel verantwoordelijk te houden en door met personen met invloed in de groep (bijvoorbeeld het bestuur van een sportvereniging of supportersvereniging) samen te werken. Bij spelvandalisme kan simpelweg voldaan worden met schadevergoeding en een "niet meer doen". Wanneer er pesten of stalking in het spel is, dan is aanpakken van het vandalisme symptoombestrijding en kan men beter het bredere gedrag aanpakken.
De grootste groep plegers is tussen de 10 en de 20 jaar, hoewel incidenteel ook jongere en regelmatig oudere mensen zich aan vandalisme schuldig maken.

### Randvormen
Bij randvormen van vandalisme hebben de daders met hun gedragingen geen kwade bedoelingen, maar leidt het gedrag toch tot schade en/of kosten bij de eigenaar. Voorbeelden zijn:
- Spelvandalisme: het vandalisme is hier het gevolg van een uit de hand gelopen spel en de vernielingen zijn derhalve vaak niet opzettelijk geschied. Spelvandalisme kan derhalve worden gezien als een randvorm. De daders zijn over het algemeen jonger dan gewoonlijk (10 tot 12 jaar).[2]
- Het plakken van stickers en pamfletten. Dit wordt vaak niet als vandalisme gezien omdat stickers of pamfletten vrij makkelijk te verwijderen zijn. Toch kan dit tot hoge schoonmaakkosten leiden als dit grote vormen aanneemt.
- Het bevestigen van liefdessloten aan bruggen en monumenten. Hoewel een enkel slot weinig effect heeft, kan het gewicht van vele sloten brugdelen doen bezwijken. Bovendien ervaren veel mensen ze als ontsierend en kunnen de scherpe kanten mensen verwonden.
- Rommelmakerij, het uit luiheid of balorigheid achterlaten van afval op plaatsen waar het niet voor bestemd is.

### Prestigevandalisme en vervelingsvandalisme
Bij prestigevandalisme speelt groepsdruk, stoer doen, en het 'erbij willen horen' een grote rol. Binnen een groep jongeren stelt bijvoorbeeld eentje voor: 'Wie durft zijn naam in de deur van het gymlokaal te krassen?'. Nadat enkelen overstag zijn gegaan doet de rest het ook om niet voor 'mietje' te worden versleten. Vervelingsvandalisme, dat zich onderscheidt doordat de belangrijkste drijfveer verveling is, lijkt hier sterk op. De daders zijn hier over het algemeen tussen de 12 en 16 jaar oud.

### Pesten en stalking
Vandalisme kan onderdeel uitmaken van pesten of stalkingsgedrag. De dader saboteert, beschadigt, bevuilt of vernielt hierbij een object van de gepeste of gestalkte. Het vandalisme maakt vaak deel uit van een breder tegen het slachtoffer gericht gedrag, en kan hier meer als middel dan als doel worden gezien. 

### Wraakvandalisme
Wraakvandalisme komt meestal voort uit ongenoegen en frustratie, en richt zich direct tegen de (vermeende) bron hiervan. Vandalisme op scholen is vaak wraakvandalisme, gericht tegen een leraar of de school uit wraak wegens een slecht cijfer, een schorsing, blijven zitten enzovoort. Ook het bekrassen van een (in de ogen van de dader) hinderlijk geparkeerde auto valt hieronder. De daders zijn hier meestal ouder dan 16.

### Diefstal door middel van vandalisme
Hieronder verstaat men het inbreken in huizen, auto's enzovoort, en het openbreken van parkeermeters, muntsloten, drank- en snoepautomaten en dergelijke om zo gratis producten of de dagopbrengst te bemachtigen. De vernieling is hier eveneens in feite slechts het middel om het doel te bereiken. Het inbreken in snoep- en drankautomaten kan overigens gevaarlijk zijn: het apparaat kan omvallen en de dader verwonden.

### Erosievandalisme
Niet slechts de groep maar ook de omgeving kan een dader beïnvloeden. Onderzoek heeft aangetoond dat wanneer mensen worden geconfronteerd met normschendingen in de omgeving (kapotte objecten en graffiti duiden per definitie hierop), ze zelf ook minder remmingen hebben om de norm te schenden. Bovendien zullen ze dan ook minder geremd zijn andere normen te schenden, zoals het plegen van geweld of diefstal. Oudere reeds beschadigde objecten zijn daarom vaak een geliefder doelwit dan nieuwe onbeschadigde zaken. Bij mooie nieuwe objecten zal men zich eerder schuldig voelen over de daad, of wellicht menen dat de pakkans groter is omdat beter op het object gelet wordt.  
Zo zal een nieuwe muur vaak jaren achtereen schoon kunnen blijven, maar zal zelfs een kleine graffiti ertoe kunnen leiden dat de hele muur binnen de kortste keren is volgespoten. Bovendien draagt een rommelige buurt met volgekalkte muren en beschadigde objecten bij tot onveiligheid en toename van andere vormen van criminaliteit, zoals oplichting, openbare dronkenschap, drugshandel en -gebruik, kraken, mishandeling, diefstal of beroving. 
Goed onderhoud kan dus preventief werken tegen vandalisme en daarmee ook (het gevoel van) veiligheid in een buurt bevorderen. In New York leidde het opruimen en schoonmaken van buurten inderdaad tot een flinke vermindering van criminaliteit. Dit is de zogenaamde 'brokenwindowstheorie', waarbij men ervan uitgaat dat een gebroken raam tot nog meer gebroken ramen leidt.

### Groeps- en voetbalvandalisme

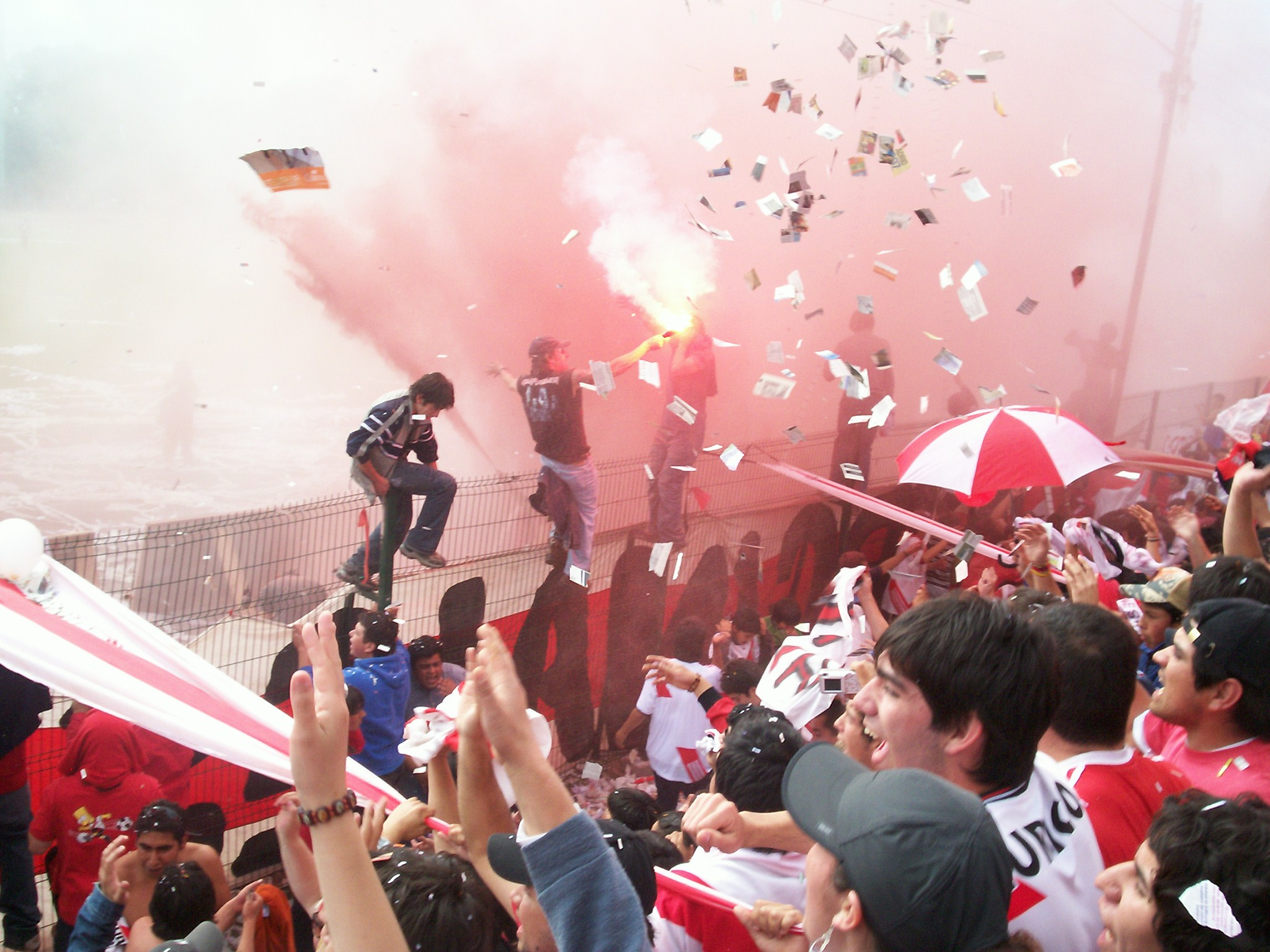
Voetbalvandalisme.

Bij groepsvandalisme is meestal sprake van een grotere groep daders en een uit de hand gelopen evenement, zoals een sportwedstrijd of een concert. De remmingen worden bij daders verlaagd omdat ze zich in een grote groep sterker voelen, zich laten zich meeslepen door de mentaliteit binnen de groep, vaak alcohol hebben gebruikt, en menen dat ze zich makkelijk binnen de groep kunnen verschuilen.
Dit laatste is inderdaad een groot probleem bij eventuele aansprakelijkheid: het is wel duidelijk dat de schade is toegebracht door een groepslid, maar niet door welk groepslid. Iedere aangesprokene zal direct beweren dat hij wel lid was van de groep maar zich keurig gedroeg.
Voetbalvandalisme is een vorm van groepsvandalisme. Hierbij richten kleinere of soms ook grotere groepen voetbalsupporters vernielingen aan, in veel gevallen om hun frustratie af te reageren na een verloren wedstrijd. Veelal moeten bussen en treinen het ontgelden wanneer men zich uitleeft op (de bekleding van) de stoelen. Ook in de stad waar de wedstrijd wordt gespeeld en het stadion zelf kunnen vernielingen worden aangericht. Vaak gaan de vernielingen gepaard met plunderingen, geweldpleging en berovingen. Dit geschiedt eveneens vaak door de groepsdruk en treft willekeurige personen die zich toevallig op de verkeerde plaats bevinden.
Nederland kent in het civiele recht de collectieve aansprakelijkheid in geval van groepsvandalisme. Wanneer schade is toegebracht door leden van een groep (bijvoorbeeld voetbalsupporters van een bepaalde club), hoeft de benadeelde slechts aan te tonen dat de aangesprokene deel uitmaakte van die groep. Met andere woorden: ieder groepslid kan worden aangesproken en slechts het behoren tot dezelfde groep is al onrechtmatig. Hierdoor heeft een benadeelde geen last van bewijsproblematiek en verweren van de aangesprokene dat hij toevallig niets deed: hoor je erbij dan ben je erbij, en als de aangesprokene het er niet mee eens is moet hij zich achteraf maar op de werkelijke daders verhalen. Beelden van bewakingscamera's kunnen eveneens helpen bij het opsporen van daders.

### Politiek en religieus getint vandalisme

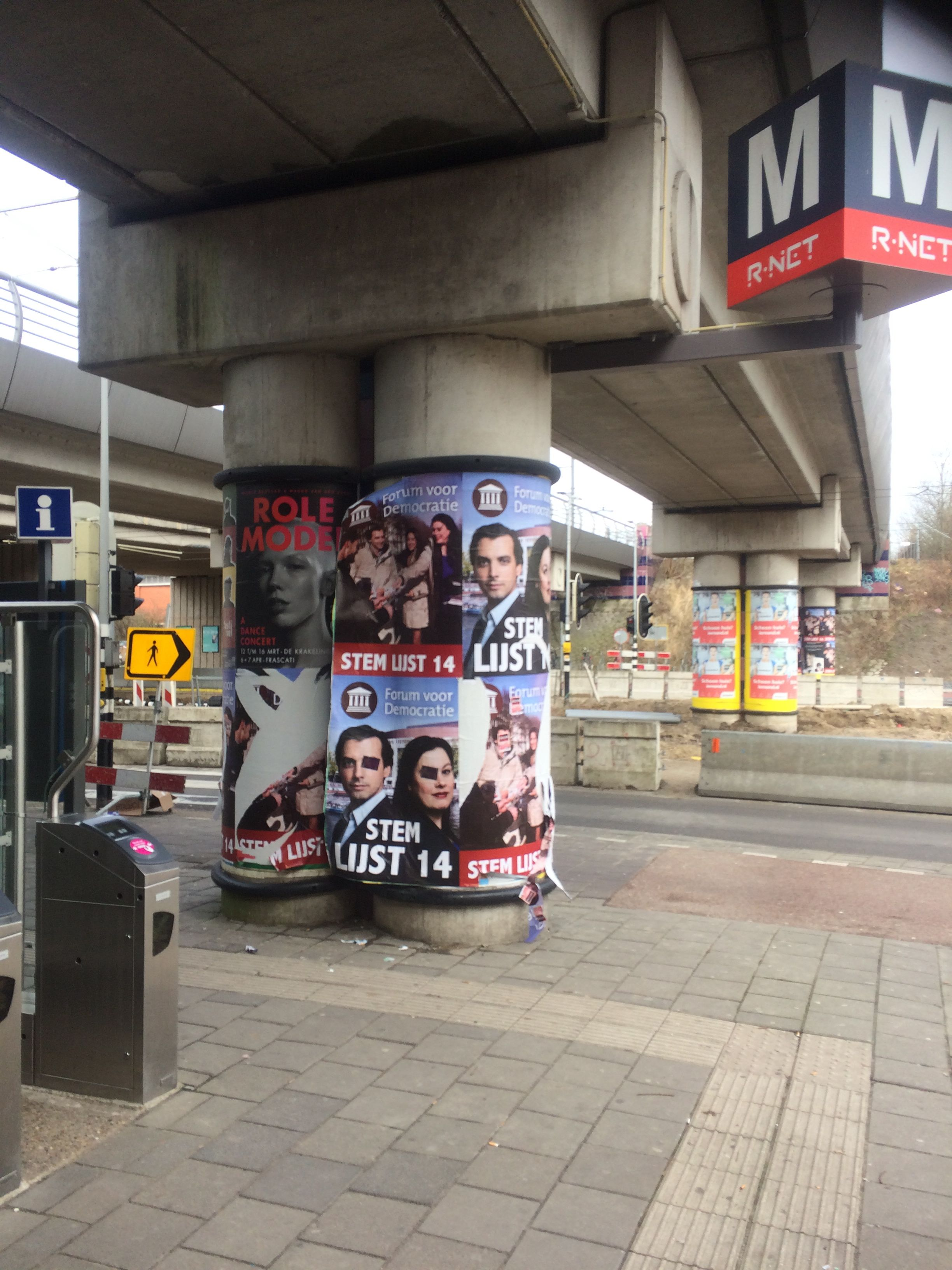
Posters van Forum voor Democratie beschadigd of beklad voor de gemeenteraadsverkiezingen 2018.

Deels overlappend met groepsvandalisme is politiek getint vandalisme. De daders reageren hier een zekere politiek getinte frustratie af. Vaak ziet men dit bij demonstraties die uit de hand lopen, doordat bijvoorbeeld een deel van de demonstranten moedwillig zaken beschadigt of in brand steekt. Ook kan deze vorm van vandalisme zich richten op een politieke tegenstander, bijvoorbeeld door diens auto of huis te beschadigen. Bij verkiezingen kunnen de emoties soms zo hoog oplopen, dat partijleden affiches, posters en stickers van hun concurrenten overplakken, bekladden of beschadigen. Wanneer twee groepen daders van verschillende politieke zijden elkaar tegen het lijf lopen, kan dit leiden tot gewelddadige confrontaties. Verder ziet men vaak bij de vak van een regime dat de mensen hun woede koelen op de symbolen van dit regime, bijvoorbeeld het neerhalen van standbeelden van communistische leiders als Lenin na de val van het communisme, het neerhalen van standbeelden van Saddam Hoessein na diens val, of het vernielen van de gehate Franse douanehuisjes na het einde van de Franse Tijd. 
In veel gevallen gaan de handelingen verder dan blinde vernieling en probeert men een politieke boodschap uit te dragen. Het vandalisme is hier eerder een middel om het doel te bereiken en eventuele vernieling of schade is voor de dader bijzaak. Men kan bijvoorbeeld met verf politieke leuzen op muren en objecten spuiten. Hiertoe wordt bij voorkeur een duidelijk zichtbaar object gekozen, zoals een muur naast een drukke verkeersweg, of een viaduct. Een ander voorbeeld is het (deels) onleesbaar maken van plaatsnamen op wegwijzers. Deze vorm van vandalisme treft men vaak aan in België, waar de op tweetalige wegwijzers de plaatsnaam in de ongewenste taal onleesbaar wordt gemaakt. De toeren die hierbij moeten worden uitgehaald om het vandalisme te verrichten kunnen zeer gevaarlijk zijn. Een historisch voorbeeld waren de luddieten, die hun frustratie over het wegnemen van hun broodneming op de oorzaak hiervan (machines) afreageerden, en hiermee tegelijkertijd een boodschap uitdroegen.
Ook ambassades kunnen het doelwit zijn van politiek vandalisme. Zo werden de ambassades van Denemarken in Libanon en Syrië na het verschijnen van de cartoons over Mohammed in Jyllands-Posten in brand gestoken. Volgens het verdrag van Wenen is het gastland in zo'n geval verantwoordelijk voor de schade.
Zoals bovenstaand voorbeeld aantoont kunnen ook religieuze motieven meespelen. Hierbij is een bepaalde als vijandig beschouwde religie, diens gebedstempel of bezittingen en huizen van de gelovigen doelwit van het vandalisme. In 723 werd bijvoorbeeld door Bonifatius de heilige Donareik omgehakt, in het kader van de kerstening, en in de 16e eeuw vond de Beeldenstorm plaats. Een recenter voorbeeld zijn de door de Taliban en de Islamitische Staat aangerichte vernielingen tegen christelijke en zelfs islamitische heiligdommen, die gezien worden als een vorm van afgodenverering.

### Intimidatie
Vandalisme is soms een manier om een dreigement over te brengen. Vaak zijn de vernielingen hier vergezeld van een teken. Een baksteen met een mededeling eraan die door een ruit wordt gegooid is bijvoorbeeld een manier om te laten zien dat de dader een zekere vorm van geweld niet schuwt. Een andere manier is het bekladden van iemands huis met rode verf, waarbij de dreiging uitgaat van de gelijkenis met bloed. In tegenstelling tot de meeste andere vormen van vandalisme wil de dader dat in ieder geval het slachtoffer heel duidelijk beseft wie de dader is en waarom hij dit gedaan heeft. Verder kan de dader ook een zeker naming and shaming schandpaaleffect beogen.

### Vandalisme gericht tegen het verkeer

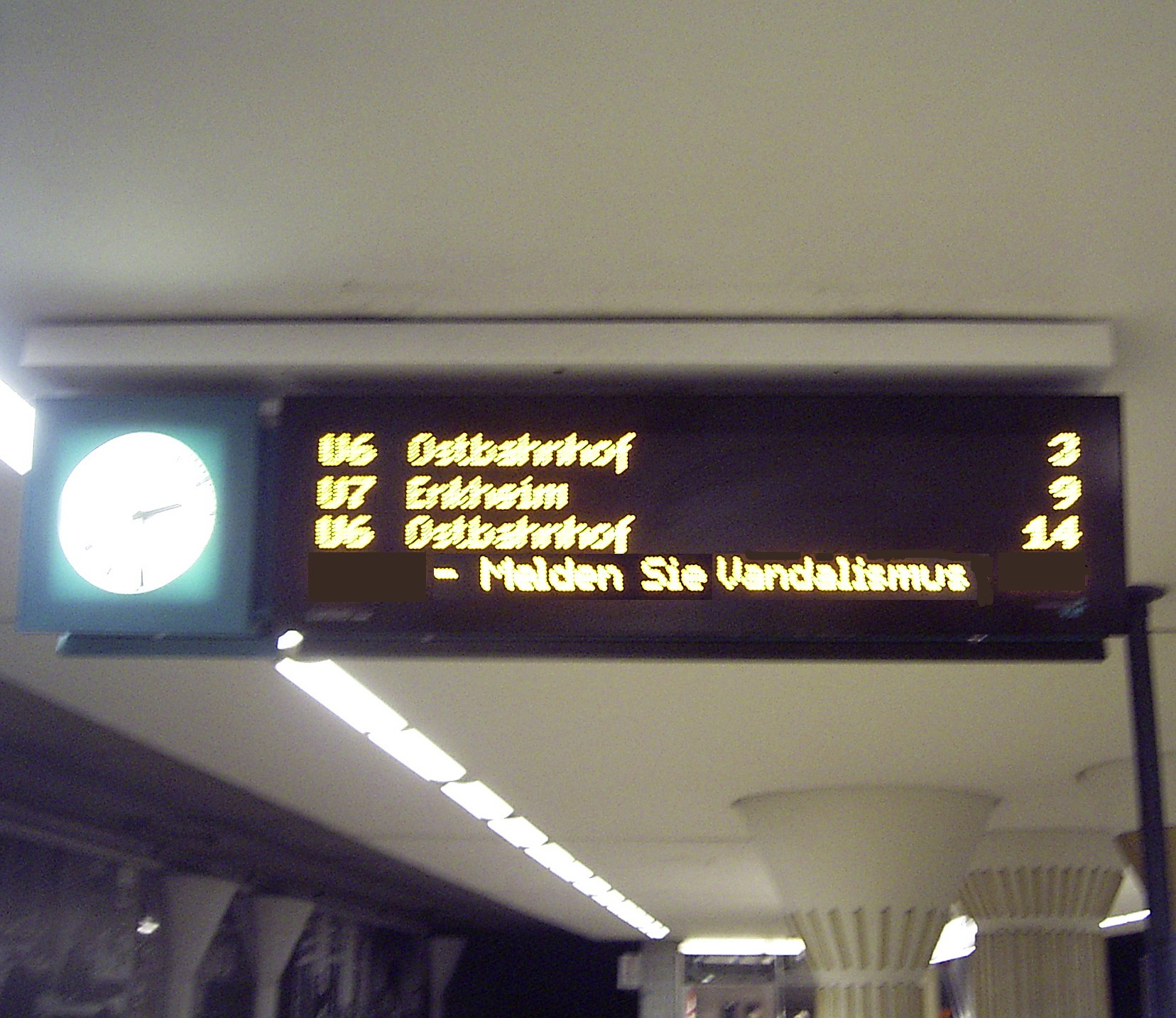
"Melden Sie Vandalismus" (Meld vandalisme), aankondiging in de metro van Frankfurt am Main.

Een wijze van vandalisme die gevaarlijk tot zeer gevaarlijk kan zijn wordt gevormd door tegen het spoor-, weg- of zelfs vliegverkeer gerichte daden. Het motief is vaak verveling. Vaak beginnen dergelijke daden met het leggen van kleine objecten (bijvoorbeeld een munt) op rails en kijken wat er gebeurt. Of men probeert vanaf een viaduct op auto's te spugen of urineren. Dit escaleert, vaak door groepsdrang, tot gevaarlijker daden. Men legt bijvoorbeeld een betonblok op de rails waardoor de trein kan ontsporen, of men gooit stenen naar autobestuurders (steengooi-incident). Een variant is het verblinden van landende piloten met een felle (laser) lichtbron bij vliegvelden. Dergelijke daden kunnen zeer ernstige ongelukken tot gevolg hebben. Strafrechtelijk geldt dit als een gevaarzettingsdelict, dat een stuk strenger kan worden bestraft dan 'gewoon' vandalisme.

### Cybervandalisme
Cybervandalisme is vandalisme door (via het internet) wijzigingen in software of websites aan te brengen of deze te wissen of onbruikbaar te maken. Hierbij worden webpagina's moedwillig gewist of veranderd tegen de wil van de eigenaar of rechthebbende, of wordt in computernetwerken ingebroken en worden wijzigingen aangebracht. Ook het creëren en in omloop brengen van computervirussen is een vorm van (cyber)vandalisme. De motiveringen achter cybervandalisme komen deels overeen met die achter 'gewoon' vandalisme: balorigheid, het willen uitoefenen van macht, verveling, rancune of frustratie. Ook hier kunnen de vernielingen deel uitmaken van breder tegen een ander gericht gedrag en zijn ze eerder middel dan doel, bijvoorbeeld in het geval van de cyberaanvallen van Rusland tegen Oekraïne in de jaren 10 en 20 van de 21e eeuw of op individueel niveau bij stalking en (cyber)pesten.

### Vraag om aandacht
Iemand kan vernielingen plegen als vraag om aandacht of hulp, omdat hij meent dat er op andere manieren niet meer naar hem geluisterd wordt. Gebouwen van overheidsinstanties zijn hierbij vaak het doelwit.